# Síndrome del túnel radial
El síndrome del túnel radial (STR) está causado por un aumento de la presión sobre el nervio radial en su recorrido desde la parte superior del brazo (el plexo braquial) hasta la mano y la muñeca.

## Síntomas y signos
El síndrome del túnel radial causa dolor posterolateral en el codo, similar al del codo de tenista, y a veces puede aparecer junto con esa afección. Los pacientes suelen presentar debilidad en la extensión de la muñeca y el tercer dedo. El dolor suele reproducirse a la supinación resistida del antebrazo, y dolor en el túnel radial a la hiperextensión resistida de la muñeca.

## Causa
La teoría es que el nervio radial se irrita y/o inflama por la fricción causada por la compresión de los músculos del antebrazo.
Algunos especulan que el síndrome del túnel radial es un tipo de lesión por esfuerzo repetitivo (RSI), pero no existe una fisiopatología detectable e incluso se cuestiona la existencia de este trastorno.
El término "síndrome del túnel radial" se utiliza para la compresión del nervio interóseo posterior, una división del nervio radial, en el tabique intermuscular lateral del brazo, mientras que "síndrome del supinador" se utiliza para la compresión en la arcada de Frohse.
El "túnel radial" es la región que va desde la articulación humerorradial hasta el origen proximal del músculo supinador. Algunos científicos creen que el túnel radial se extiende hasta el borde distal del supinador. El nervio radial suele comprimirse en una región de 5 cm cerca del codo, pero puede comprimirse en cualquier parte del antebrazo si el síndrome está causado por una lesión (por ejemplo, una fractura que ejerce presión sobre el nervio radial). El nervio radial proporciona sensibilidad a la piel de la parte posterior del brazo, la parte posterior y lateral del antebrazo y la muñeca, y las articulaciones del codo, la muñeca y la mano. El nervio también proporciona ramas sensoriales que viajan hasta el periostio del epicóndilo lateral, la articulación radiohumeral anterior y el ligamento anular. Proporciona función motora a través de la inervación de la mayoría de los músculos extensores de la parte posterior del brazo y el antebrazo. Por lo tanto, es extremadamente importante en el movimiento de las extremidades superiores del cuerpo y puede causar dolor significativo a los pacientes que presentan síndrome del túnel radial. A diferencia del síndrome del túnel carpiano, el síndrome del túnel radial no presenta hormigueo ni entumecimiento, ya que el nervio interóseo posterior afecta principalmente a la función motora.
Este problema a menudo es causado por: tumores óseos, lesiones (específicamente fracturas del antebrazo), tumores grasos no cancerosos (lipomas) e inflamación del tejido circundante.

## Diagnóstico
El diagnóstico se basa únicamente en los síntomas y signos, y se espera que las pruebas objetivas sean normales. Este síndrome puede comprobarse clínicamente flexionando el dedo largo del paciente mientras éste extiende la muñeca y los dedos. El dolor es un hallazgo positivo.
La queja principal de esta enfermedad suele ser dolor en la cara dorsal del antebrazo superior, y cualquier debilidad descrita es secundaria al dolor. La sensibilidad a la palpación se produce en la zona del cuello radial. Además, la enfermedad puede diagnosticarse mediante una "prueba del dedo corazón" positiva, en la que la extensión resistida del dedo corazón produce dolor. Debe realizarse una evaluación radiográfica del codo para descartar otros diagnósticos.

## Tratamiento
El tratamiento no quirúrgico del síndrome del túnel radial incluye reposo, AINE, modificación del trabajo, modificación ergonómica, inyección si se asocia a epicondilitis lateral.
Los pacientes cuyas condiciones se adaptan mejor a la intervención quirúrgica son los que no responden a un tratamiento conservador prolongado. El paciente debe presentar dolor con supinación resistida, prueba del dedo corazón positiva, hallazgos electrodiagnósticos positivos y alivio del dolor tras la inyección de anestésico en el túnel radial. Según datos de 2002, la descompresión quirúrgica produce un 60-70% de resultados buenos o excelentes.

## Otras lecturas

### Libros
- Rind, Libi; Pobre, Thomas; Weiss, Frederick; Magyar, Yasha; Ruotolo, Charles; Aldad, Tamir; Mahboubian, Shahab; Knijnikov, Alexander et al. (2010). «Radial tunnel syndrome and supinator syndrome».  En Weiss, Lyn D.; Weiss, Jay M., eds. Oxford American Handbook of Physical Medicine & Rehabilitation. Oxford University Press. pp. 96-7. ISBN 978-0-19-536777-5.
- Wertsch, Jacqueline J.; Hoch, Anne Zeni (2009). «Radial Tunnel Syndrome».  En Akuthota, Venu; Herring, Stanley A., eds. Nerve and Vascular Injuries in Sports Medicine. Berlin: Springer. pp. 79-80. ISBN 978-0-387-76599-0.
- Russell, Stephen M. (2006). «Radial Tunnel Syndrome». Examination of peripheral nerve injuries: an anatomical approach. Stuttgart: Thieme. p. 62. ISBN 978-3-13-143071-7.
- Saladin, Kenneth S. (2012). Anatomy & Physiology: The Unity of Form and Function. McGraw Hill. p. 496. ISBN 978-0-07-337825-1.

### Revistas
- Dickerman, Rob D.; Stevens, Qualls E. J.; Cohen, Anders J.; Jaikumar, S. (2002). «Radial tunnel syndrome in an elite power athlete: a case of direct compressive neuropathy». Journal of the Peripheral Nervous System 7 (4): 229-32. PMID 12477169. doi:10.1046/j.1529-8027.2002.02030.x.
- Huisstede, Bionka; Miedema, Harald S.; van Opstal, Twan; de Ronde, Manon T.; Verhaar, Jan A.; Koes, Bart W. (2008). «Interventions for Treating the Radial Tunnel Syndrome: A Systematic Review of Observational Studies». The Journal of Hand Surgery 33 (1): 72-8. PMID 18261668. doi:10.1016/j.jhsa.2007.10.001.
- Henry, Mark; Stutz, Christopher (2006). «A Unified Approach to Radial Tunnel Syndrome and Lateral Tendinosis». Techniques in Hand and Upper Extremity Surgery 10 (4): 200-5. PMID 17159475. doi:10.1097/01.bth.0000231580.32406.71.
- Cleary, C (2006). «Management of Radial Tunnel Syndrome: A Therapist's Clinical Perspective». Journal of Hand Therapy 19 (2): 186-91. PMID 16713866. doi:10.1197/j.jht.2006.02.020.
- Sarris, Ioannis K.; Papadimitriou, Nikolaos G.; Sotereanos, Dean G. (2002). «Radial Tunnel Syndrome». Techniques in Hand and Upper Extremity Surgery 6 (4): 209-12. PMID 16520604. doi:10.1097/00130911-200212000-00010.
- Smola, C. (2004). «Zur Problematik des 'algetischen Supinatorsyndroms' oder 'Wo hört der Tennisarm auf und wo fängt das Supinatorsyndrom an?'» [About the problem of radial tunnel syndrome or 'where does the tennis elbow end and where does the radial tunnel syndrome begin?']. Handchirurgie, Mikrochirurgie, Plastische Chirurgie (en alemán) 36 (4): 241-5. PMID 15368151. doi:10.1055/s-2004-817947.
- Loh, YC; Lam, WL; Stanley, JK; Soames, RW (2004). «A new clinical test for radial tunnel syndrome—the Rule-of-Nine test: A cadaveric study». Journal of Orthopaedic Surgery 12 (1): 83-6. PMID 15237127. doi:10.1177/230949900401200115.
- Rosenbaum, Richard (1999). «Disputed radial tunnel syndrome». Muscle & Nerve 22 (7): 960-7. PMID 10398221. doi:10.1002/(SICI)1097-4598(199907)22:7<960::AID-MUS26>3.0.CO;2-C.
- Portilla Molina, A. E.; Bour, C.; Oberlin, C.; Nzeusseu, A.; Vanwijck, R. (1998). «The posterior interosseous nerve and the radial tunnel syndrome: an anatomical study». International Orthopaedics 22 (2): 102-6. PMC 3619716. PMID 9651775. doi:10.1007/s002640050218.
- Jebson, Peter J. L.; Engber, William D. (1997). «Radial tunnel syndrome: Long-term results of surgical decompression». The Journal of Hand Surgery 22 (5): 889-96. PMID 9330150. doi:10.1016/S0363-5023(97)80086-X.
- Sarris, Ioannis K.; Papadimitriou, Nikolaos G.; Sotereanos, Dean G. (2002). «Radial Tunnel Syndrome». Techniques in Hand and Upper Extremity Surgery 6 (4): 209-212. PMID 16520604. doi:10.1097/00130911-200212000-00010.